# St. Magdalena (Gsies)

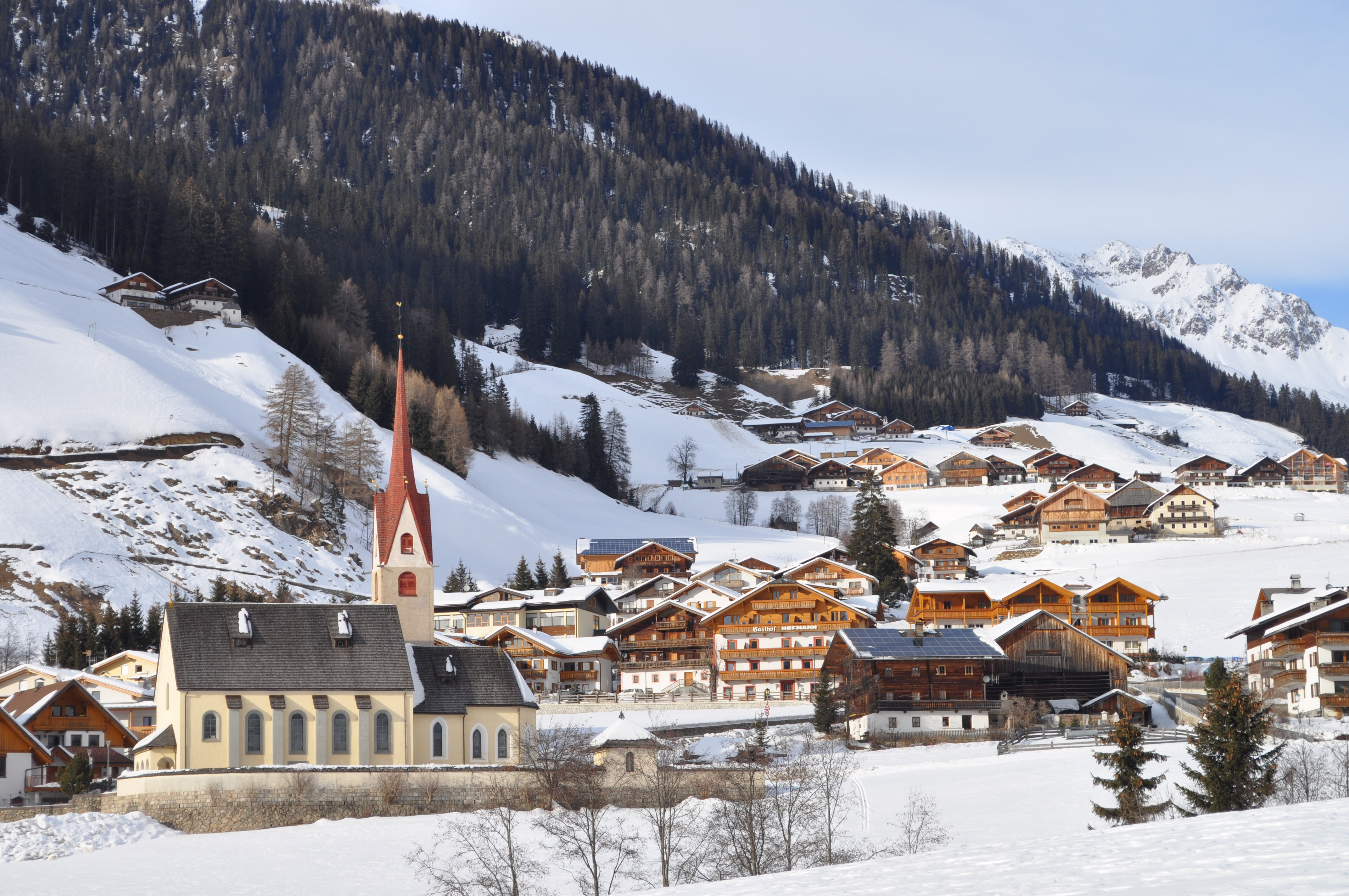
St. Magdalena im Gsieser Tal

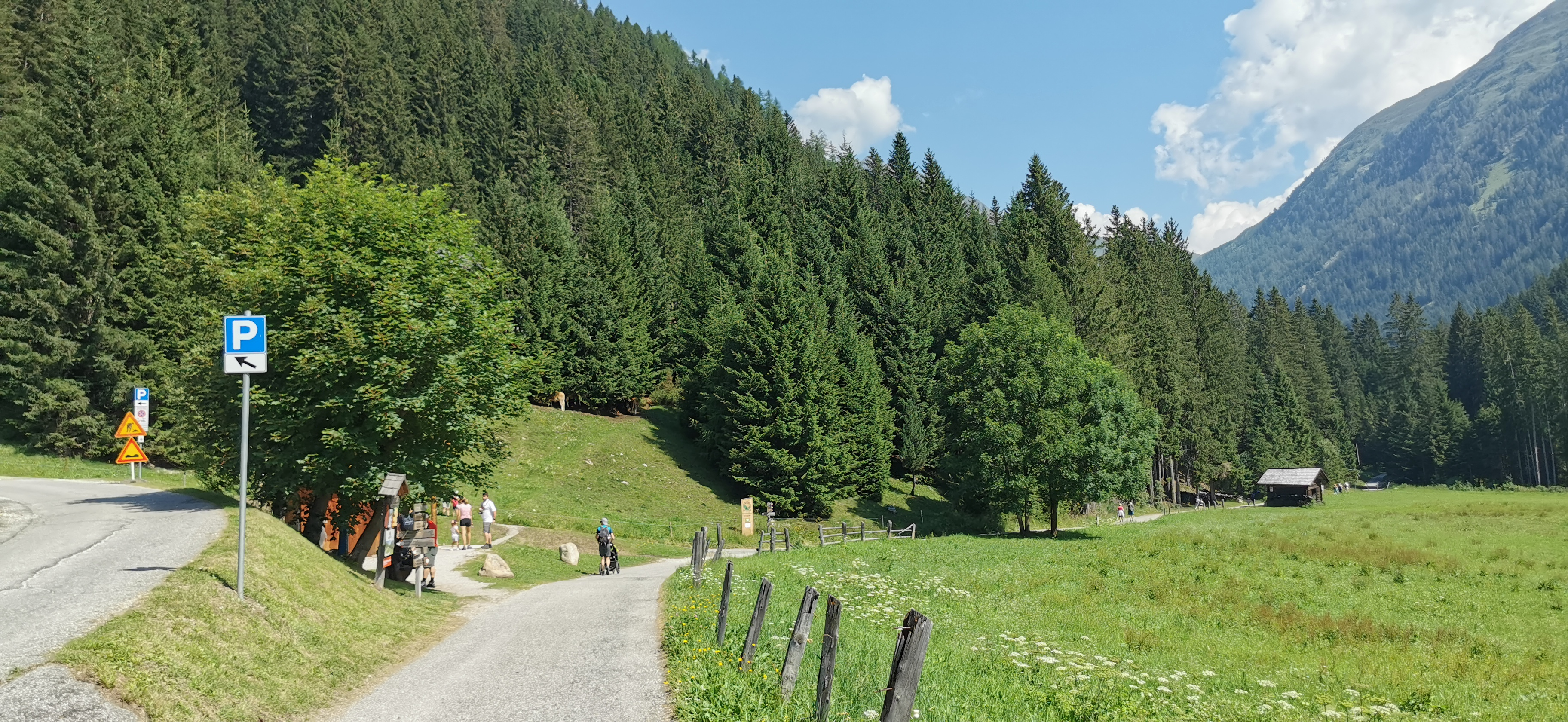
Talschluss von Gsies

St. Magdalena (auch St. Magdalena in Obergsies bzw. in Obertal; italienisch Santa Maddalena in Casies) ist ein kleines Dorf in der Gemeinde Gsies in Südtirol (Italien). Es liegt am Gsieser Bach im oberen Gsieser Tal und hat 695 Einwohner (Stand 2021).
Die Hauptwirtschaftszweige sind Landwirtschaft und (ganzjährig) Tourismus.

## Sehenswürdigkeiten
Mittig im Ort befindet sich die katholische Pfarrkirche zur Hl. Magdalena. Diese wurde 1312 erstmals urkundlich erwähnt. Der spätgotische Bau mit polygonalem Chorabschluss und seitlichem Turm entspricht einem Neubau der 2. Hälfte des 15. Jahrhunderts, der 1488 geweiht und im 19. Jahrhundert im historistischen Stil nach Westen vergrößert wurde: 1840 wurden die südlich angebaute und 1523 geweihte Sebastianskapelle abgebrochen und das Langhaus um ein Joch verlängert. Das bedeutsame, mit Originalen bis in das 14. Jahrhundert zurückreichende Kirchenarchiv wurde 1994 neu geordnet und publizistisch erschlossen.
Beachtlich sind die drei kleinen Hofkapellen in Weißberg, in Ampfertal und beim Gatterer.

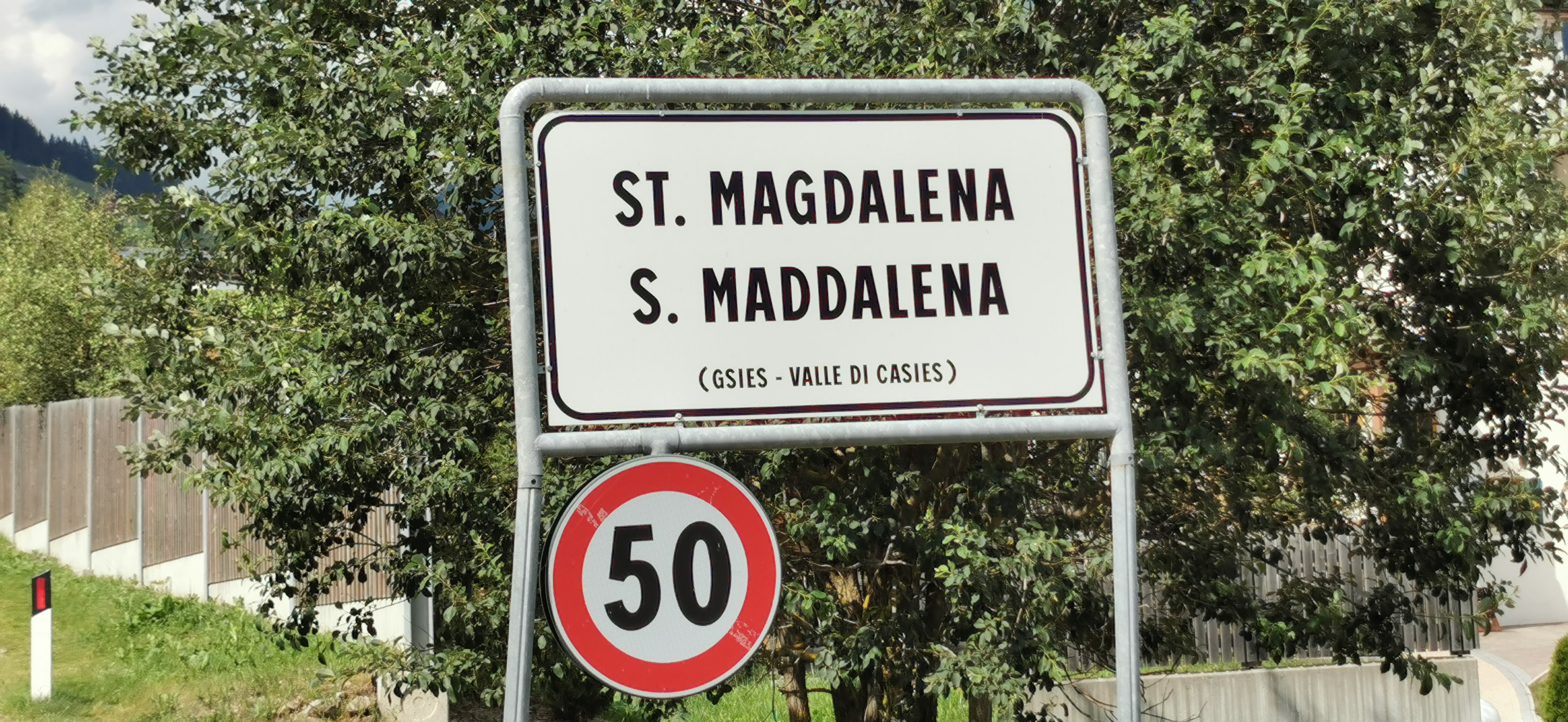
Ortstafel